# Ерланген
Ерланген град је у њемачкој савезној држави Баварској. Град има око 103.000 становника. Ерланген чини унију са градским подручјима Нирнберга и Фирта, која се назива Метрополитенска регија Нирнберг.
Данас град је познат по Универзитету Фридрих Александер, концерну електронске индустрије Сименс АГ, као и медицинским институцијама (22 универзитетске клинике). Град има стратегију да Ерланген учини главним немачким центром за медицинска истраживања и производњу медицинске опреме.
Снажан печат у историји града су оставили хугеноти, који су се овде населили када су протерани из Француске после 1685.

## Историја
Први помени града Ерланген као „вила ерлангон“ потиче из године 1002. 1361. године било је село продано цару Карлу IV. У близини овог села након три године био је основан град које је добио 1374. године ковницу властитог новца. 1389. године су му потврђене градске привилегије. После припадања разним кнезовима 1810. године град је подпао под Баварско краљевство скупа са кнежевином Бајерут.
За време припадности кнежевини Бајерут дошле су у Ерланген прве избеглице из Француске. 1724. године гроф Бајерут је у резиденцијалном граду Бајеруту основао универзитет који је 1743. године премештен у Ерланген, а касније је назван Фридрих-Александров универзитет.
Већ 1818. године град је добио самосталну управу. 1844. године град је по први пут прикључен на железницу захваљујући Лудвиг- Сид- Норд- бану између Нирнберга и Бамберга. Том приликом изграђен је први баворски железнички тунел „Бургбергтунел“
Други светски рат град је Ерланген прошао без учешћа и 16. априла 1945. године се регионални командант немачких армија Вернер Лорнеберг без борбе се предао америчкој армији и исти дан је изгубио живот. Остаје нејасно дали су га убили војници или је извршио самоубиство након капитулације. По њему је један Трг у Ерлангену добио име „Лорлебергплац“.

## Географски и демографски подаци
Општина се налази на надморској висини од 280 метара. Површина општине износи 76,8 km². У самом мјесту је, према процјени из 2010. године, живјело 104.980 становника. Просјечна густина становништва износи 1.366 становника/km². Посједује регионалну шифру (AGS) 9562000, NUTS (DE252) и LOCODE (DE ERL) код.

## Међународна сарадња
| Мјесто          | Држава               | Врста сарадње | Од    |
| --------------- | -------------------- | ------------- | ----- |
| Ричмонд         | САД                  | контакт       | 1998. |
| Ешилструна      | Шведска              | партнерство   | 1961. |
| Бешикташ        | Турска               | партнерство   | 2003. |
| Владимир        | Русија               | партнерство   | 1987. |
| Сан Карлос      | Никарагва            | партнерство   | 1990. |
| Венцоне         | Италија              | контакт       | 1976. |
| Шенџен          | Кина                 | партнерство   | 1997. |
| Стоук на Тренту | Уједињено Краљевство | партнерство   | 1989. |
| Рен             | Француска            | партнерство   | 1964. |
| Умхаузен        | Аустрија             | партнерство   | 2006. |
| Кумијана        | Италија              | пријатељство  | 2000. |
| Извор           |                      |               |       |